# 雨果·布舍龙
雨果·布舍龙（法語：Hugo Boucheron，1993年5月30日—），法国男子赛艇运动员。他曾代表法国参加2016年和2020年夏季奥林匹克运动会赛艇比赛，其中2020年奥运会双人双桨项目上获得一枚金牌。